# Ortigosa del Monte (kommunhuvudort)
Ortigosa del Monte är en kommunhuvudort i Spanien.   Den ligger i provinsen Provincia de Segovia och regionen Kastilien och Leon, i den centrala delen av landet, 60 km nordväst om huvudstaden Madrid. Ortigosa del Monte ligger 1 104 meter över havet och antalet invånare är 457.
Terrängen runt Ortigosa del Monte är kuperad åt sydost, men åt nordväst är den platt.Runt Ortigosa del Monte är det ganska glesbefolkat, med 45 invånare per kvadratkilometer. Närmaste större samhälle är Segovia, 12,8 km norr om Ortigosa del Monte. Trakten runt Ortigosa del Monte består i huvudsak av gräsmarker.